# Мыс вдовы

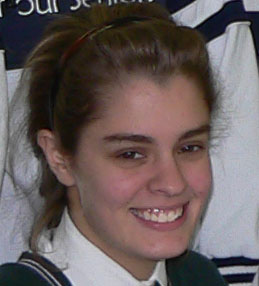

Мыс вдовы — линия роста волос на лбу в форме треугольника вершиной вниз. Признак наследуется генетически и является доминантным сцепленным с X-хромосомой. 
Термин произошёл от английского поверья, будто такой тип линии роста волос у женщины говорит о том, что она переживёт своего мужа. Также появление этого термина связывают с формой от передней части головного убора, который носили некоторые вдовы. 
Мыс вдовы является компонентом ряда наследуемых синдромов, таких как синдром Ваарденбурга, синдром Аарскога-Скотта, синдром Опитца-Фриаса, краниофронтальная дисплазия, фронтоназальная дисплазия и др..